# Tone Vogrinec
Tone Vogrinec, slovenski strojni tehnik, politik in smučarski funkcionar, * 24. februar 1942, Maribor.
Športno pot je pričel kot rokometaš Rokometne kluba Maribor Branik. Pri dvanajstih je začel smučati in se uvrstil v reprezentanco, katere član je bil skoraj deset let, ko je 1969 njegovo smučarko kariero prekinila poškodba in izguba motivacije. Formalno znanje o smučanju je pridobil v Franciji, na mednarodni šoli v Chamonixu. Trenersko kariero je pričel leta 1970 v smučarskem klubu Branik Maribor kot direktor in trener mlajših panog. Za sezono 1972/73 je bil predlagan za trenerja ženske reprezentance in s tem postal prvi profesionalni smučarski trener v takratni Jugoslaviji. V sezoni 1973/74 je pričel voditi še moško reprezentanco. Kot glavni trener in direktor slovenskih smučarskih reprezentanc je vztrajal do leta 2006, ko je izpolnil pogoje za upokojitev. Zadnja štiri leta je znotraj Smučarske zveze vodil organizacijo Slo Alpine Ski Pool, kjer so se zbirala sredstva za alpsko smučanje (izkušnje za to je pridobil že v YU Ski Poolu, ki ga je vodil od leta 1973). Med letoma 2006 in 2010 je bil podpredsednik smučarske zveze. Od zadnjega formalnega položaja v smučarskih krogih - bil je član izvršnega alpskega odbora Mednarodne smučarske zveze - se je poslovil maja 2018.
Bil je tudi mestni svetnik v Mariboru in leta 2004 soustanovil politično društvo Forum 21.
Iz treh zakonov ima dva sina in dve hčerki.

## Odlikovanja in nagrade
Leta 1995 je prejel častni znak svobode Republike Slovenije z naslednjo utemeljitvijo: »za izjemno strateško vodenje slovenskega vrhunskega smučanja in za prispevek tega njegovega dela k ugledu Slovenije«.